# Calchas kosswigi
Espèce
Calchas kosswigi est une espèce de scorpions de la famille des Iuridae.

## Distribution
Cette espèce est endémique de Turquie. Elle se rencontre dans les provinces de Şırnak et de Siirt.

## Description
Le mâle holotype mesure 24,00 mm et les femelles de 31,30 à 34,25 mm

## Étymologie
Elle est nommée en l'honneur de Curt Kosswig (1903–1982).

## Publication originale
- Yağmur, Soleglad, Fet & Kovařík, 2013 : Etudes on Iurids, VI. Further Revision of Calchas Birula, 1899 (Scorpiones: Iuridae), with a Description of a New Genus and Two New Species. Euscorpius, no 159, p. 1−37 (texte original).